# Conistra postmarginata
Conistra postmarginata là một loài bướm đêm trong họ Noctuidae.